# Calciatore dell'anno (Israele)
Il calciatore israeliano dell'anno (כדורגלן העונה בישראל) è assegnato dal 1965 dal quotidiano israeliano Maariv alla fine di ogni stagione. Negli anni 1966 e 1991 il premio è stato assegnato a due giocatori. Mordechai Spiegler, che è considerato il miglior giocatore israeliano della storia, tra il 1966 e il 1971, ha ricevuto il premio quattro volte, ottenendo un record.
Il croato Đovani Roso, anche conosciuto come Giovanni Rosso, nel 1999 e nel 2002, e il brasiliano Gustavo Boccoli nel 2007 sono gli unici due giocatori stranieri ad aver ricevuto il premio.

## Albo d'oro
| Anno | Anno                                               | Player                             | Club               |
| 2016 |                                                    | Elyaniv Barda                      | Hapoel Be'er Sheva |
| 2015 |                                                    | Eran Zahavi (T)                    | Maccabi Tel Aviv   |
| 2014 |                                                    | Eran Zahavi (T)                    | Maccabi Tel Aviv   |
| 2013 |                                                    | Eliran Atar (T)                    | Maccabi Tel Aviv   |
| 2012 |                                                    | Achmad Saba'a (T)                  | Maccabi Netanya    |
| 2011 | Lior Rafaelov                                      | Maccabi Haifa                      |                    |
| 2010 | Gil Vermouth                                       | Hapoel Tel Aviv                    |                    |
| 2009 | Vincent Enyeama (POR)                              | Hapoel Tel Aviv                    |                    |
| 2008 | Gal Alberman                                       | Beitar Jerusalem                   |                    |
| 2007 | Michael Zandberg                                   | Beitar Jerusalem                   |                    |
| 2006 | Gustavo Boccoli                                    | Maccabi Haifa                      |                    |
| 2005 | Idan Tal                                           | Maccabi Haifa                      |                    |
| 2004 | Nir Davidovich (POR)                               | Maccabi Haifa                      |                    |
| 2003 | Baruch Dego                                        | Maccabi Tel Aviv                   |                    |
| 2002 | Đovani Roso                                        | Maccabi Haifa                      |                    |
| 2001 | Yossi Benayoun                                     | Maccabi Haifa                      |                    |
| 2000 | Shavit Elimeleh (POR)                              | Hapoel Tel Aviv                    |                    |
| 1999 | Đovani Roso                                        | Hapoel Haifa                       |                    |
| 1998 | Yossi Abuksis                                      | Beitar Jerusalem                   |                    |
| 1997 | Eli Ohana                                          | Beitar Jerusalem                   |                    |
| 1996 | Haim Revivo (T)                                    | Maccabi Haifa                      |                    |
| 1995 | Haim Revivo (T)                                    | Maccabi Haifa                      |                    |
| 1994 | Eyal Berkovich                                     | Maccabi Haifa                      |                    |
| 1993 | Ronen Harazi                                       | Beitar Jerusalem                   |                    |
| 1992 | Avi Cohen II                                       | Maccabi Tel Aviv                   |                    |
| 1991 | Nir Levine (T) Tal Banin                           | Hapoel Petah Tikva Maccabi Haifa   |                    |
| 1990 | Moshe Sinai                                        | Bnei Yehuda Tel Aviv               |                    |
| 1989 | Nir Klinger                                        | Maccabi Haifa                      |                    |
| 1988 | Eli Cohen                                          | Hapoel Tel Aviv                    |                    |
| 1987 | Uri Malmilian                                      | Beitar Jerusalem                   |                    |
| 1986 | Avi Ran (POR)                                      | Maccabi Haifa                      |                    |
| 1985 | Moshe Selecter                                     | Maccabi Haifa                      |                    |
| 1984 | Eli Ohana                                          | Beitar Jerusalem                   |                    |
| 1983 | Oded Mahnes (T)                                    | Maccabi Netanya                    |                    |
| 1982 | Oded Mahnes (T)                                    | Maccabi Netanya                    |                    |
| 1981 | Moshe Sinai                                        | Hapoel Tel Aviv                    |                    |
| 1980 | Itzhak Visoker (POR)                               | Maccabi Netanya                    |                    |
| 1979 | Avi Cohen I                                        | Maccabi Tel Aviv                   |                    |
| 1978 | Oded Mahnes                                        | Maccabi Netanya                    |                    |
| 1977 | Shraga Topolansky                                  | Maccabi Netanya                    |                    |
| 1976 | Uri Malmilian                                      | Beitar Jerusalem                   |                    |
| 1975 | Uri Binyamin                                       | Hapoel Be'er Sheva                 |                    |
| 1974 | -                                                  |                                    |                    |
| 1973 | -                                                  |                                    |                    |
| 1972 | -                                                  |                                    |                    |
| 1971 | Mordechai Spiegler                                 | Maccabi Netanya                    |                    |
| 1970 | Mordechai Spiegler                                 | Maccabi Netanya                    |                    |
| 1969 | Mordechai Spiegler (T)                             | Maccabi Netanya                    |                    |
| 1968 | -                                                  |                                    |                    |
| 1967 | -                                                  |                                    |                    |
| 1966 | Shmuel Rosenthal Mordechai Spiegler (T)            | Hapoel Petah Tikva Maccabi Netanya |                    |
| 1965 | Zvi Heyman                                         | Hapoel Ramat-Gan                   |                    |
|      | T = anche cannoniere del campionato POR = portiere |                                    |                    |